# Зигфрид II фон Рейнграф
Зигфрид II Рейнграф фон Щайн (на немски: Siegfried II Rheingraf vom Stein; * ок. 1240; † пр. 7 април 1327) е Рейнграф на Щайн, 1327 г. бургграф фон Бьокелхайм в Наегау, от 1318 г. вицедом в Долен Рейнгау.

## Живот
Син е на Вернер II (IV) Рейнграф фон Щайн († 1268/1270) и Елизабет Винтер фон Алцай († ок. 1304), дъщеря на Вернер, Трушсес фон Алцай. Внук е на Рейнграф Ембрихо III фон Щайн († ок. 1241) и на графиня Аделхайд фон Цигенхайн-Нида († 12321226/1232), дъщеря на граф Лудвиг I фон Цигенхайн († 1229) и Гертдуд. Правнук е на кръстоносеца (1189 – 1191 в Трети кръстоносен поход) Рейнграф Волфрам III (V) фон Щайн († 1220) и на Гуда фон Боланден († 1219), дъщеря на Филип II фон Боланден. Брат е на Вернер († сл. 1284), каноник в Майнц, и на сестра († сл. 1284), омъжена за Вилхелм фон Оберщайн († сл. 1286).
Резиденцията на графовете на Щайн е замък „Рейнграфенщайн-Щайн“ на река Нае в град Кройцнах. През 1196 г. Волфрам фон Щайн се нарича пръв „Рейнграф“. Рейнграфофете фом Щайн загубват през 1279 г. собствеността си в Рейнгау след битката при Шпрендлинген с Вернер фон Епщайн, курфюрст и архиепископ на Майнц († 1284), но запазват териториите си на Нае, около Кройцнах и Кирн.
През 1350 и 1409 г. Рейнграфовете наследяват двете линии на „Вилдграфовете“ и започват да се наричат „Вилд- и Рейнграфове“.

## Фамилия
Зигфрид II се жени за Маргарета фон Хайнценберг († сл. 1330), дъщеря на Фридрих II фон Хайнценберг († 1303) и Гената (Рената) фон Франкенщайн († сл. 1303). Те имат един син:
- Йохан I фон Щайн († 1333), Рейнграф на Щайн, 1350 г. вилдграф на Даун, женен на 8 декември 1310 г. за вилдграфиня Хедвиг фон Даун-Грумбах († сл. 1361)